# صناعة الترفيه
صناعة الترفيه نوع من الصناعات الحديثة، التي تؤثر بشكل كبير على العائد الاقتصادي، وينقسم أثرها إلى مباشر وغير مباشر، وتهدف إلى تغيير صور المجتمعات وتحويلها إلى مجتمعات تستقطب الأجانب وترحب بالمقيمين. وتشمل صناعة الترفيه عددا من قطاعات الاستثمار، مثل قطاعات السينما والتلفزيون والمسرح والحفلات الموسيقية والغنائية والألعاب والمعارض والأوبرا والرياضة. وقد طرأت تغييرات كبيرة خلال العقود الماضية على صناعة الترفيه في العالم، فبلغت نسبة مساهمتها في الاقتصاد العالمي نحو 1,8 تريليون دولار، ومن المتوقع وصولها سريعًا إلى 2,2 تريليون. وإلى جانب دورها الاقتصادي، فهي أيضًا ذات أهمية كبيرة في رفع مستوى جودة الحياة، وزيادة الفرص الوظيفية للشباب حول العالم. وبذلك يعد مصطلح «صناعة الترفيه» مرادفًا لمصطلح «صناعة المستقبل».

## أنواع الترفيه
تتضمن صناعة الترفيه في الإحصاءات الاقتصادية جميع النشاطات الترفيهية التقليدية كالألعاب والرياضة والفنون والعروض الأدائية والثقافية والمدن الترفيهية والسينما، كما تضم أيضًا تلك النشاطات التي تعتمد على الإعلام للتوزيع كالإنتاج التلفزيوني والموسيقى والإذاعة، وخدمات الكابل والنشر والألعاب الإلكترونية.